# Parallelia vulgaris
Parallelia vulgaris là một loài bướm đêm trong họ Erebidae.